# Граур, Александр
Александр Граур (рум. Alexandru Graur; 9 июля 1900, Ботошань — 9 июля 1988, Бухарест) — румынский лингвист, специалист в области романских языков и общего языкознания.
Профессор Бухарестского университета, академик Румынской академии (1955, членкор 1948).
Лауреат Госпремии.
Из еврейской семьи, по материнской линии состоял в родстве с литературным критиком и антропологом Генриком Санелевичем (1875—1951), математиком Симионом Санелевичем (1870—1963) и физиком Александру Санелевичем (1899—1969). В 1919 году окончил школу и поступил на факультет филологии и философии Бухарестского университета, который окончил в 1922 году по классической филологии.
Благодаря гранту Министерства народного просвещения в 1924-29 гг. учился в Парижской Практической школе высших исследований. Докторскую степень получил в Сорбонне, защитив диссертацию по лингвистике. После вернулся в Бухарест. С 1970 г. на пенсии.
Автор многих работ.
Был дважды женат. Сын — спортивный комментатор Думитру Граур (род. 1947).